# 许守愚、许国佐墓
许守愚、许国佐墓，位于中国广东省揭阳市黄岐山，为揭阳市的一个市、县级文物保护单位，类型为古墓葬，公布时间为1996年。
许守愚、许国佐墓的历史年代为明代。